# Ernő Kolczonay
Ernő Kolczonay (* 15. Mai 1953 in Budapest; † 4. Oktober 2009 ebenda) war ein ungarischer Fechter, der dreimal an Olympischen Spielen teilnahm und dabei zwei Medaillen gewann.

## Werdegang
Ernő Kolczonay trat zunächst ab 1964 für Budapesti Honvéd Sportegyesület, seit 1969 für Fless Vívóiskola és Sport Club an. Der zwischen Mitte der 1970er und Anfang der 1990er Jahre erfolgreiche Fechter startete zunächst mit Florett und Degen, später trat er vorrangig in den Degenwettbewerben an und errang auch einzig in dieser Disziplin internationale Erfolge.
Seine erste Medaille gewann Kolczonay mit der Mannschaft bei den Weltmeisterschaften 1974 in Grenoble. Bei den Weltmeisterschaften 1978 in Hamburg gewann er mit der ungarischen Mannschaft seine erste und auch einzige Goldmedaille bei einem internationalen Großereignis. Ein Jahr später gewann er in Melbourne WM-Silber im Einzelwettbewerb. In Moskau nahm Kolczonay 1980 an seinen ersten Olympischen Spielen teil und musste sich im Degen-Einzel nur dem Schweden Johan Harmenberg geschlagen geben. Mit der Mannschaft wurde er Achter und mit dem Degen-Team Sechster. 1981 gewann der Ungar bei den Weltmeisterschaften in Clermont-Ferrand mit der Mannschaft erneut Bronze, bei der Europameisterschaft in Foggia Bronze im Einzelwettbewerb. Mit Bronze bei der WM in Rom im Einzel wie auch mit der Mannschaft sowie im Einzel bei der EM in Mödling gewann Kolczonay seine letzten internationalen Medaillen bei Welt- und Kontinentalen Titelkämpfen.
1984 konnte er aufgrund der Blockade des Ostblocks nicht an den Spielen in Los Angeles teilnehmen. So wurden die Olympischen Sommerspiele 1988 in Seoul die zweiten Spiele des Ungarn. Mit der Degen-Mannschaft wurde er Sechster, im Einzel Zehnter. Sein letztes Großereignis wurden die Olympischen Sommerspiele 1992 in Barcelona. Kolczonay trat einzig mit Iván Kovács, Krisztián Kulcsár, Gábor Totola und Ferenc Hegedűs in der Mannschaft an, schloss seine erfolgreiche Karriere hierbei mit dem Gewinn der Silbermedaille ab. Im Finale unterlagen die Ungarn der deutschen Mannschaft mit Elmar Borrmann, Robert Felisiak, Wladimir Resnitschenko, Uwe Proske und Arnd Schmitt.
Nach seiner aktiven Karriere war Kolczonay unter anderem Trainer in Griechenland. Seit 2008 wartete er wegen einer Lebererkrankung auf ein Spenderorgan.